# 不平等条约
不平等条约是一個政治概念，意指签订条约的国家多方中，一方（或多方）以武力、政治、施压等手段，胁迫另外一方（或多方）签署的条约，由于缔约双方的谈判地位不对等，导致最后缔结的条约不平等，因此条约通常都会对某一方的国家主权和国家利益产生侵害。不平等条约通常是停战的条件和结果，为了结束战争而签订的条约即为和平条约。

## 概念形成早期
早在17世纪，国际法奠基人荷兰哲学家胡果·格老秀斯通过他对荷兰东印度公司在东印度与当地土著签订的条约的了解，就撰文详细阐述了关于不平等条约和联盟的概念。

## 在中國的提出
「不平等條約」一词最早可考為1906年1月25日《新民丛报》刊文“一言以蔽之，领事裁判权者，实不平等条约之结果也”；同年8月20日又刊文“我国与诸国所结条约，皆不平等条约也，与日本改正条约前之情形正同。”1915年交涉《二十一條》後報刊上「不平等条约」用語增多，但知名政治人士最早使用此語，最早可考為巴黎和会期间外交家王宠惠、林长民及前總理熊希龄等于1919年2月16日成立的中国国民外交协会，其宗旨之一為「廢更中國所受不平等條約」；1921年11月11日华盛顿会议期间，中国指令代表團要提案“修正不平等条约，使中国在国际间立于平等地位。”“不平等条约”用得普遍，始於1923年1月1日孙中山发表《中國國民黨宣言》，其中有「与各国立不平等之条约。至今清廷虽覆，而我竟陷于为列强殖民地之地位矣。」之後，1924年1月，中國國民黨第一次全國代表大會制订了政纲，在对外政策方面，提出了「废除不平等条约，偿还外债」的政策。1924年11月，中共第三届中央发表《第四次对于时局的主张》，提出13大訴求的第一條是「废除一切不平等条约」。2005年王栋教授認為「不平等条约」一詞並沒有明確的意義。

## 现代研究
瑞士法学国际法专家和教授英格丽德·德特在1996年认为小国被迫与大国签订一些只对大国有利，或者长期对小国不利的条约通常被视作“不平等的”。荷兰蒂尔堡大学副教授英格·范·胡勒在2016年发表的文章中认为不平等条约在19世纪已经成为西方等国家对东亚的帝国主义行为的代名词，也成为国际法历史学家研究的热门课题。她认为不平等条约容易被忽视的一个特征就是列强经常不平等条约作为非正式工具和理论应用在帝国主义实践中。

## 法學概念
西方國際法學之父格老秀斯之著作《戰爭與和平法》將不根據自然法的條約權利內容，分為平等與不平等條款兩種，並舉例：西元前迦太基與羅馬的第二次和約，規定迦太基若要對他國作戰，必先得到羅馬同意，這就屬不平等條款。十七世紀德国的普芬多夫認為「不平等條約」即「條約中雙方所允諾的事不平等或使一方低於另一方」。:211
十八世紀的法學家發特爾與窩佛也將條約分為平等與不平等，他們認為不論是否平等，條約均有效力。:211
十九世紀時中國獲得西方國際法知識的主要來源：《萬國公法》、《公法便覽》、《各國交涉公法論》均未提及不平等條約:211-212。
“不平等条约”与“平等条约”相对而言。平等条约一般是指签约各主權國家在平等互利的前提下，自愿商定的权利义务对等的条约。而不平等条约是指最后缔结的条约，對各方的权利和义务並不对等。最常見造成此情況的原因是其中一方（或多方）使用了武力或威脅使用武力强压另外一方（即強加條約）。但亦有人認為，不平等條約的締結不一定牽涉武力，只要是條約內容是對各方並不对等即可。在這擴大的定義之下，不平等條約可以包括以下各種情況：
1. 條約內容本來對雙方平等；但由於未能預見的改變，造成實際執行上雙方義務出現不平等；
2. 條約內容本來對雙方並不平等；而無論實際效果如何使用，或威脅使用經濟壓力或武力來達至第二種情況；
3. 條約內容平等，但是使用經濟壓力達成；
4. 條約內容平等，但是使用武力達成。

从此定义来看，许多20世纪前欧、美国家与其亚、非国家签署的条约均符合不平等条约的概念。且欧、美国家内部战争后的许多和约（比如普法戰爭后的法蘭克福條約、第一次世界大战後的凡尔赛条约），也可以看作是不平等条约。而現代某些協定，雖然沒有在武力下簽署，亦可被解釋為不平等。
在習慣上，不平等条约往往是指西方列强（后来也包括日本）在十八世紀及十九世紀初与亚洲国家之间签署，带有帝国主义色彩的条约。
近代部分多民族统一的国家在其内部的构成民族之间曾经签订的武力强加条约，因為不属主權國家之間的問題，被认为是民族之间的内部事务而不属于不平等条约。
「不平等」三字已經「先驗」地表示了道德判斷, 「不平等條約」的概念必然會引出抗爭、解放、獨立等概念。

## 與強加條約的分辨
不平等条约和强加条约是两个类似的概念，都是关于在武力胁迫下签署的条约的名词。强加条约的概念出現較早，西方的国际法学自18、19世紀即開始出現類似的概念。不平等条约的稱謂則是中国国民党于1920年代提出的，最初用來指西方與清朝及后来的中华民国北洋政府所簽署的一系列條約。後來不平等条约的概念逐漸發展，在國際上亦有被其他國家使用。但現在法學上對何謂不平等條約還是沒有很明確的定論。有些人認為不平等是指締造條約的手段使用了武力或胁迫而造成不平等。在這種定義下，不平等條約基本上是等同強加條約的。但亦有些意見認為不平等條約是指條約的性質屬於不平等，因此可能是在更多不同的情況下造成，而涵蓋亦更廣泛。

## 常見内容
各國簽署的不平等条约，内容經常包括：
- 战争赔款、
- 割地、
- 租界、
- 单边治外法权（包括领事裁判权）、
- 通商，开通通商口岸、
- 提供片面最惠国待遇、
- 协定关税、
- 劃定勢力範圍。

這些不平等条约有如下几个特点：
- 无论条约对缔约一方的主权伤害有多少，大多在缔约时遵循自近代外交学不断发展而产生的「遊戏规则」（即便是形式上的遵循），即由两方的谈判代表先进行谈判磋商，对条约的文本进行确定，体现出条约本身是双方正式谈判的结果[來源請求]。
- 条约一般都会涉及主权、和战、贸易（或其他形式的）赔款，其中条约签订的主要目的是为了服务于本国贸易发展。有时也是作为大国之间的交易牺牲品，原宗主国（或对该国有相当影响力的国家）将从属于自己的国家的利益出让给第三方，借以换取本国的利益[來源請求]。

## 18至19世紀亞洲、非洲的不平等条约
習慣上，不平等条约一詞經常是指西方列强（后来也包括日本）在十八世紀及十九世紀初与亚洲、非洲等国家间签署，带有帝国主义、殖民主義色彩的条约。事實上，這些時期亦是出現了最多具有不平等內容的條約。

### 影響
鎖國政策改变
不平等条约中包含了许多贸易条款，包括通商，通商口岸的设立，最惠国待遇等等，使得闭关锁国的政府被迫打开了国门。（例子：黑船來航）
对于19世纪以来世界经济市场一体化的形成而言，不平等条约大多体现了当时自由资本主义的理念——尽可能的开拓海外市场，并将利益最大化。这并不等同于现在的市场经济理念：因为自由主义者的竞争往往不遵从法制和平等的理念，而代之以各种手段如倾销贸易竞争。虽然绝大部分经过工业革命而形成的工业化国家都会采用开放市场、向世界竞争的贸易手段。但对于一些不发达国家或者贸易保护主义倾向严重的国家，大国往往利用强加的不平等条约，破坏阻碍自由竞争的因素。对于亚、非洲的国家而言，这种在存在经济实力巨大差距的自由竞争将不可避免的摧毁本国的独立经济，使本国经济开始逐渐受制于其他国家。
国家殖民地化
对于被强加不平等条约的弱小国家而言，签订不平等条约对本国经济的发展是具有惊人影响的，强国的商品输出会对本国简单的手工业生产带来致命的打击：在自然经济为主的社会，手工业的生产力远不及资本主义国家机械生产的能力。资本主义国家的经济手段导致本国市场打破自然垄断，促使市場融入世界，使本国经济日趋殖民地化；文化上输出被美国、欧洲所崇尚的价值观与道德观，造成对其他国家传统文化的冲击，西方宗教与科技的传入一方面促使有识之士对时局展开深入研究，但更多的是对广大民众的精神麻痹。这些现象使被迫签署不平等条约的国家逐步沦落为半殖民地国家，有的国家甚至在政治上完全丧失了主权领导，成为彻底的殖民地。
经济畸形发展
这是不平等条约带来的结果之一。本国尚不发达的资本主义工业很难同英、美等强国在市场上相竞争，没有利润的本国工业自然很难发展。这导致国家开始经济殖民化。而殖民地对于他们的宗主国而言，就是廉价原料、劳动力和广阔市场的代言词。这样，受制于不平等条约的国家只能是输出初级产品，而工业领域则近乎空白。20世纪50年代后世界范围的殖民体系虽然不断解体。但对于这些新兴的独立国家而言，其经济发展仍然是初级产品出口，进口工业成品的发展态势。经济命脉仍就由那些有能力控制贸易品价格经济强国所掌控。这种不平衡的发展对于部分国家（主要是非洲国家）直至现在依然没有改变，也成为这些国家独立几十年来经济未见好转的主要原因之一。
领土损失
中国在近代以来便在与西方国家的战争中失去过大片领土，例如香港、台湾及大片今属俄罗斯的大量土地和蒙古。

## 各国的不平等条约

### 中国（大清帝国和中华民国）
自1840年鸦片战争以来，中国（大清帝国和中华民国）与其他国家签订了一系列的条约，這些條約的簽訂造成了中國社會性質的一個轉變。通過不平等條約，中國的領土、領海、司法、關稅等主權，開始遭到嚴重的破壞。簽訂合約之前，中國是個自給自足的封建經濟占統治地位的國家，而實施合約之後，西方資本主義國家開始更大規模地傾銷商品以及掠奪原料，由商品輸出模式逐漸轉為資本輸出。
雖然其中绝大部分都是不平等的，但一些人表示實際上有很多條約強加條約實際上是平等條約，而且清政府也與朝鮮簽訂對朝鮮不利的不平等條約（甲午战争後被廢除）。不平等条约中強硬執行的領事裁判權對清政府影響十分大，外國雖然強索外國人在中國傳教與居住的權力，但也不乏不了解實情的人批評這本來就是應該給予外國的。不少中國人認為通過戰敗合約外國強迫中國與外國建交、也被宣傳不平等條約，但外國向中國強索租借地及海關管理權雖然是不平等條約， 不少租借地的经济文化繁荣程度往往远高于其周围的地区，也帶來了新型、較佳的政治管理制度，因此某種程度而言上對中國有利；租借地的獲取方式有許多種，被動掠奪佔絕大多數，但也存在一些清政府官員及列強的不正當交易，因為可以獲得收益、也可以減少與外國人的正面衝突；但租借長期來看對於中國統治者造成壓力，因為租借地較佳的管理、自由度都較為完善。
當時各國都在濫用鴉片，當時鴉片全球的地位與現在的烟草相近：因為獲益者的利益，而無法禁止，如台湾历史学家连横甚于1930年发表《新阿片政策謳歌論》（替台灣總督府延遲鸦片禁絕時間辯護。英國也是到了1912年方把鴉片當成毒品禁绝。在此之前，鴉片被大量投放入中國資本市場，且在市面上以極低的價格流通，低廉的成本造成了其比世界各地更高的濫用率；正如同目前中國人抽菸率極高、中國二手菸害廣泛。
但是這些條約中的過低的关税確實是非常嚴重的不平等條約，這不但造成外國產品傾銷，更嚴重的是提高了中國的失業率，進而傷害了群眾的基本權利和利益，造成社會秩序的失衡。內河航行權及開放過多通商口岸也讓中國人面對難以抵禦的商業競爭。

#### 第一阶段（1840年－1860年）

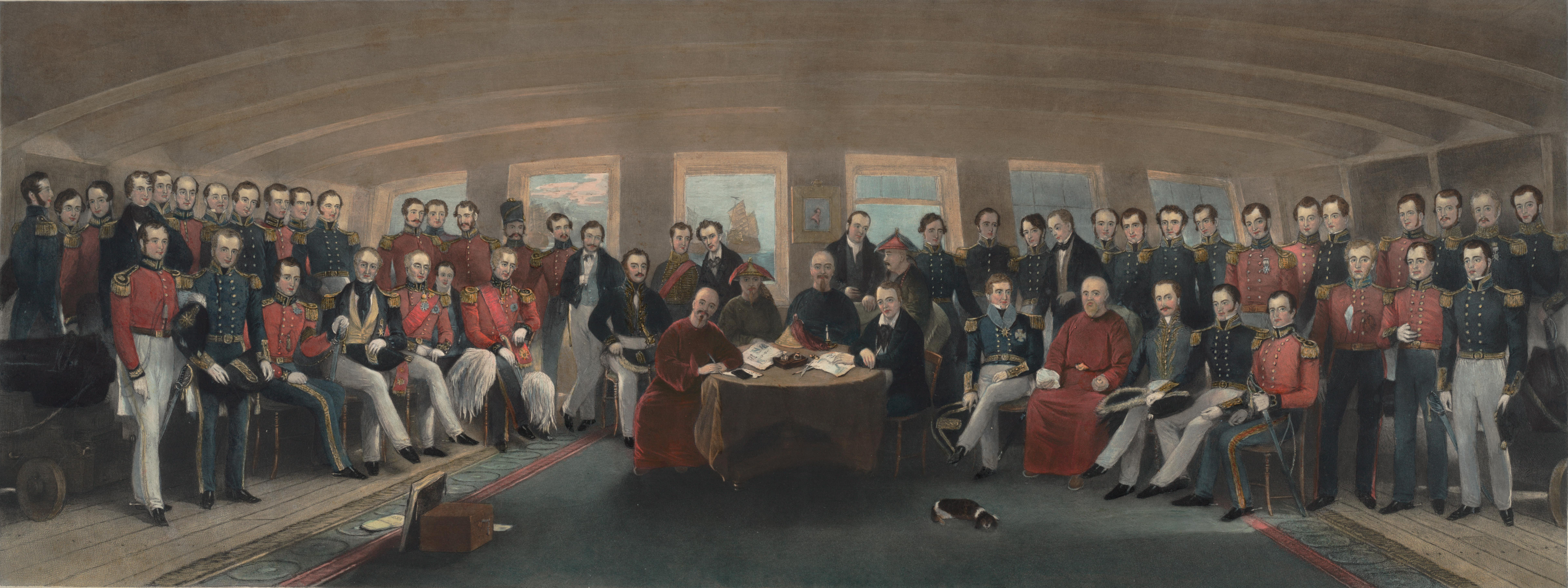
中国近代第一个不平等条约：《南京条约》的签订。

《南京条约》的签定标志着中国不平等条约体系的建立与初步形成。《南京条约》又与《五口通商附粘善後條款》（《虎門条约》）、《望廈條約》、《黄埔条约》构成了中国不平等条约体系中最重要的奠基石。
- 南京条约（1842年（道光22年）8月29日，中国与英国，签约地点：南京）、
- 虎门条约（1843年（道光23年）10月8日，中国与英国，签约地点：虎门）、
- 中英五口通商章程（1843年（道光23年）10月8日，中国与英国，签约地点：香港）、
- 望廈條约（1844年（道光24年）7月3日，中国与美国，签约地点：望厦）（澳門）、
- 黄埔条约（1844年（道光24年）10月24日，中国与法国，签约地点：黄埔）。

通过这三个不平等条约，当时世界上最强大的三个资本主义国家：美、英、法三国在中国取得了如下权利：
1. 取得自由对外贸易的通商权与片面最惠国待遇；
2. 取得协定关税的权利；
3. 取得在华传教、租地建房的权利；
4. 取得领事裁判权；
5. 取得部分中国领土的占有权。

这些不平等权利构成了中国最早的不平等条约体系，无论是今后的租界、内河巡航、高额赔款都不过是上述权利的延续、发展与补充。
1853年在上海的一场小刀会起义令英国人取得了控制中国海关的绝佳机会：
- 上海英法美租界租地章程（1854年（咸丰4年）7月5日，签约地点：上海）。

第一次鸦片战争后14年，英法为扩大在华权益再度挑起第二次鸦片战争，这场持续4年的战争带来了一系列新的条约：
- 中俄瑷珲条约（1858年（咸丰8年）5月28日，签约地点：瑷珲）、
- 中法天津条约（1858年（咸丰8年）6月27日，签约地点：天津）、
- 中英天津条约（1858年（咸丰8年）6月26日，签约地点：天津）、
- 中美天津条约（1858年（咸丰8年）6月18日，签约地点：天津）、
- 中俄天津条约（1858年（咸丰8年）6月13日，签约地点：天津）、
- 中俄北京条约（1860年（咸丰10年）11月14日，签约地点：北京）、
- 中法北京条约（1860年（咸丰10年）10月25日，签约地点：北京）、
- 中英北京条约（1860年（咸丰10年）10月24日，签约地点：北京）。

欧美各国從这次战争取得了一些新的条约特权：
1. 胃口大开的领土要求（割讓給沙俄的領土達150萬平方公里，九龍半島割讓給英國）；
2. 扩大对外贸易窗口的要求；
3. 内河航运权；
4. 鸦片贸易合法权；
5. 内地自由行动权；
6. 劳工出国权。

这一时期的不平等条约大多围绕着贸易而进行，对于当时的资本主义国家而言，工业革命后生产力的提高带来了大量的商品，在本国市场销售商品取得利润不能完全满足资本家的欲望，因而就要开辟新的海外市场。所以各国采用的都是自由贸易的经济方针，政府制定的对外政策无不以扩大贸易对象，实现商品输出为主要目的。打开中国的大门，建立殖民地，要求五口通商、协定关税都是这一方针的具体体现。

#### 第二阶段（1860年－1915年）

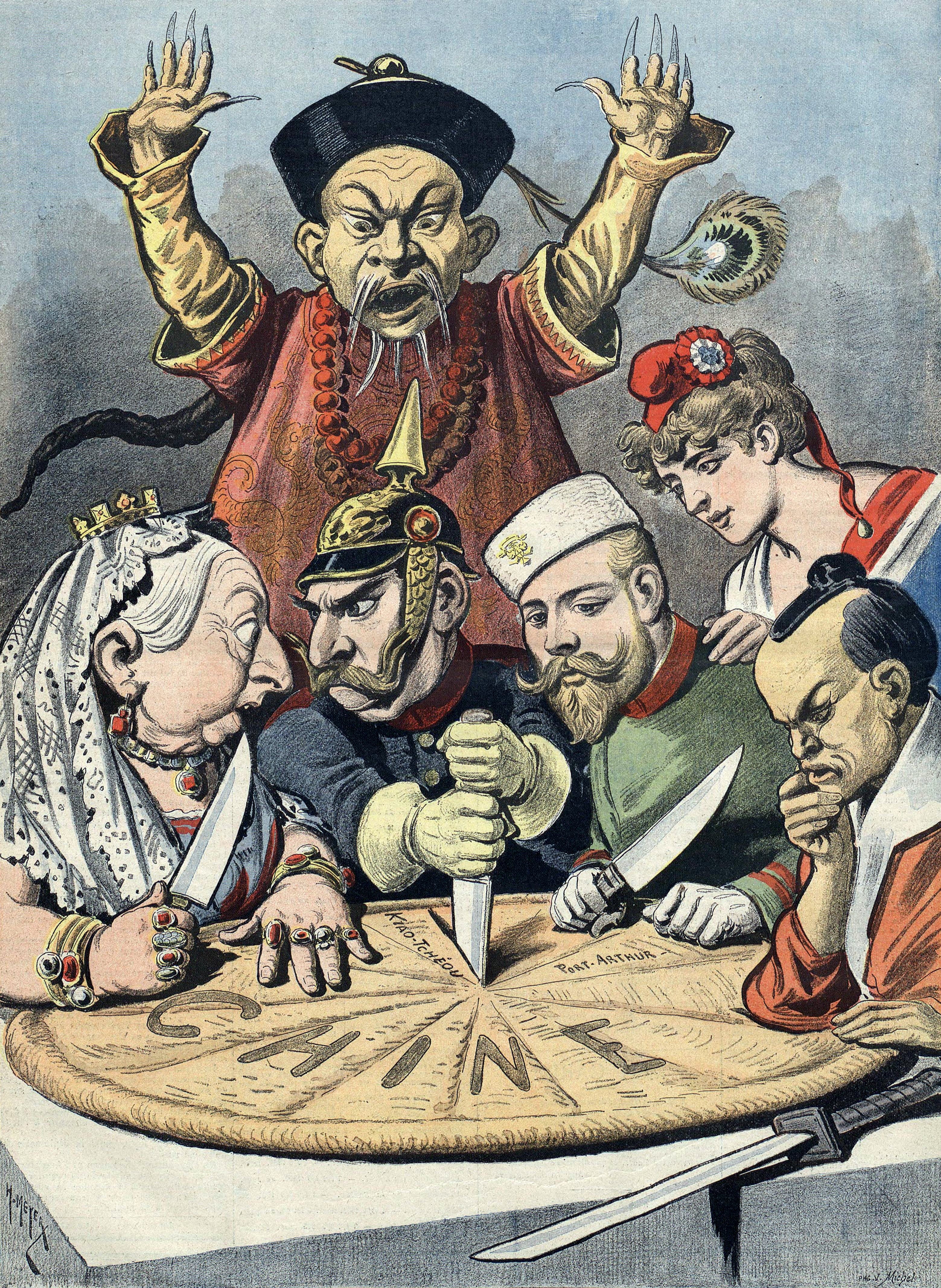
這張法国政治漫畫中，列強正在分割中國這塊大餅，桌前的人物由左至右分別是维多利亚（代表英國）、威廉二世（代表德國）、尼古拉二世（代表俄國）、玛丽安娜（代表法國）、一名武士（代表日本）

在《北京条约》签订之后，清帝国进行了一场洋务运动的变革；在1860以后的一段时期内，清政府「内外祥和」，称之为「同治中兴」。但是，好景不长，西方资本主义国家相继进入帝国主义阶段。1876年因馬嘉理事件簽訂烟台条约。1883年，法国为侵略越南而挑起中法战争，清军于馬江海戰大败后，在陆地战场上取得了决定性胜利，此时清政府主张趁胜求和。1885年李鴻章和法国公使巴德诺签订了丧权辱国的《中法新约》。这场战争显示了洋务运动的成绩，更暴露了洋务运动的严重不足。此时，日本正处于明治维新时期；他们制定了入侵中国的「大陆政策」，并通过不断扩军备战，一步步实施他们的计划。1885年，日本趁朝鮮內亂之際，與清朝簽訂中日天津会议专条。在一切就绪之后，1894年，日本发动了甲午中日战争，清军在此战争中失败。1895年李鸿章和伊藤博文在日本马关春帆楼签订了《马关条约》。除此之外，清政府与列强签订的不平等条约亦包括：
- 中德通商条约（1861年（咸丰11年）9月2日，签约地点：天津）、
- 中俄勘分西北界约记（1864年（同治3年）10月7日，签约地点：塔尔巴哈台）、
- 中英煙台條約（1876年（光绪2年），中国与英國；签约地点：煙台）、
- 中法新约（1885年（光绪11年），签约地点：天津）、
- 中英缅甸条款（1886年（光绪12年），签约地点：北京）处理缅甸事宜的条约、
- 中葡和好通商條約（1887年（光緒13年）12月1日，中国与葡萄牙，签约地点：北京）、
- 中英藏印條約（1890年（光绪16年）3月17日，签约地点：印度加尔各答）、
- 中英藏印續約（1893年（光绪19年）12月5日，签约地点：印度大吉岭）、
- 马关条约（1895年（光绪21年）4月17日，中国与日本，签约地点：马关）、
- 中日通商行船条约（1896年（光绪22年）7月21日，签约地点：北京）。

因甲午戰爭後中國地位一落千丈，西方列強開始在中國國土劃定土地進行租界，租界地條約：
- 中德胶澳租界条约（1898年（光绪24年）3月6日，签约地点：北京）、
- 中俄旅大租地条约（1898年（光绪24年）3月27日，签约地点：北京。1898年5月7日在俄国彼得堡签订了《续订旅大租地条约》）、
- 展拓香港界址專條（时间：1898年（光绪24年）6月9日，中国与英国；签约地点：北京）、
- 订租威海卫专条（时间：1898年（光绪24年）7月1日，中国与英国；签约地点：北京）、
- 广州湾租界条约（时间：1899年（光绪25年）11月16日，中国与法国；签约地点：广州湾）。

以「扶清灭洋」为口号的义和团运动迅速在中国北方兴起（南方也有类似性质的运动，规模较小）。义和团运动极端排外，在华北杀害外国人与信仰基督教的中国人，燒毀教堂。外国人紛躲入使館避難。列强以保護僑民为名，英、法、美、俄、德、日、意、奥八国联合起来，组成联军，在天津登陸後，向北京進發。清政府則以「义和团可用」，讓义和团及清兵在北京圍攻外国使館，于1900年6月21日並向十一國宣戰。八国联軍攻入北京後，清皇室倉皇逃离；並以政府之前是被义和团脅持為名，由李鸿章出面跟列強求和。义和团则被中外联合剿滅。同時俄國更乘機佔領中國東北。1901年，李鸿章代表清政府同11国签订了《辛丑条约》。条约對中國處以懲罰性的條款，包括容許外國在北京至天津駐兵，並對各國賠償大額軍費。李鸿章不久病死。这个条约進一步削弱清政府的統治。
- 辛丑条约（1901年（光绪27年）9月7日，签约地点：北京）、
- 中日会议东三省事宜条约（1905年（光绪31年）12月22日，签约地点：北京）、
- 中英續訂藏印條約（1906年（光绪32年）4月27日，签约地点：北京）、
- 满洲里界约（1911年（宣统3年）12月20日，中国与俄国，签约地点：满洲里）、
- 民四条约（二十一条，民国4年（1915年）5月25日，中国与日本，签约地点：北京）、
- 中俄蒙协约（民国4年（1915年）6月7日，中国、俄国与蒙古，签约地点：俄罗斯，恰克图）。

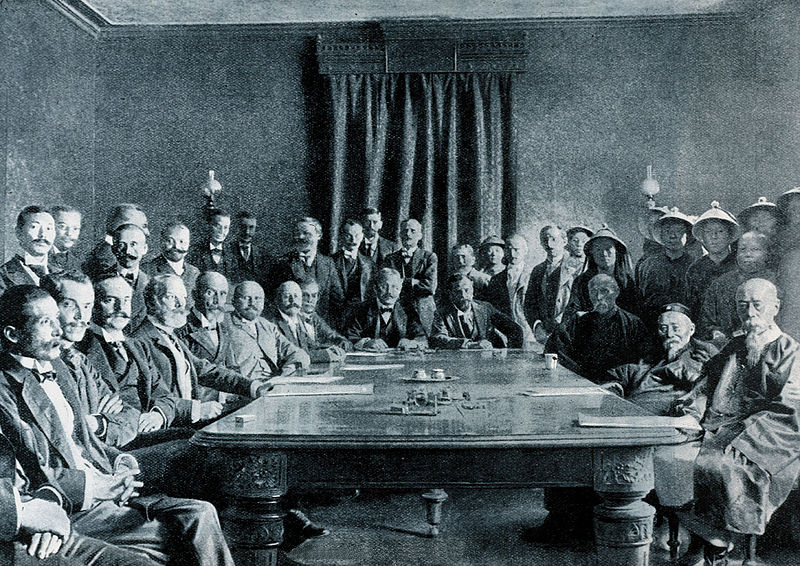
《辛丑条约》签定时的合影。条约對中國處以各樣懲罰性的條款。

#### 廢除條約

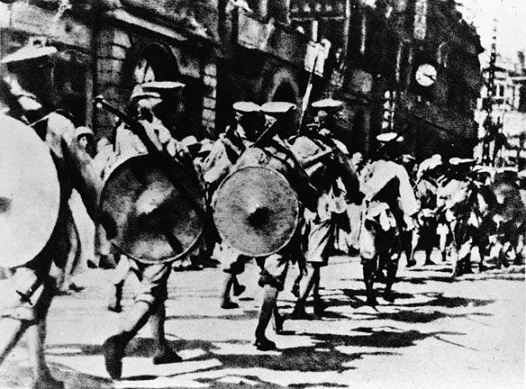
1927年北伐，收回了部分英国租界，这是中国第一次公开收回主权。图为国民革命军接管英国租界。

一战后为了调和各方（也包括英、法、意等国）在内的利益，华盛顿会议应运而生。不愿看到日本独占中国带来的利益，以《九国公约》大幅削减日本的在华权利，为中国收回自民四条约丧失的部分主权提供了契机。1915年之後，中華民國北京政府廢除了不少不平等條約。十月革命後，苏联曾兩次宣布废除俄罗斯帝国与中国签订的不平等条约，但苏联實際上並沒有歸還中國領土。国内民主意识与救亡图存观念日益上涨，大规模的群众集会此起彼伏，令当时的北洋政府受到极大压力。1919年爆发的五四运动，抗議北洋政府把德國在山東的權益轉讓給日本，因此在法国召开的巴黎和会上，中国代表没有在損害中国权益的《凡尔赛条约》上签字。1921年，中華民國第一件平等新約《中德協約》，在北洋政府與德國談判八個月後簽署，爭回領事裁判權與關稅自主權。此后不久，随着聯俄容共的实现，中國國民黨领导进行北伐。自1927年中华民国南京国民政府成立后，中国持续不断的收回权力与「改订新约」，使得中国的民族自尊心得到极大满足。
政府在二、三十年代虽沒有彻底废除所有的不平等条约，但已经对部分国家主权展开收回行动。其主要活动为：
1. 收回租界：包括1927年1月國民政府下令收回发生一三惨案事端的汉口英租界、九江英租界；1930年10月1日收回英国占领的威海卫；1931年1月15日收回比利时在华租界；
2. 收回关税主权：改订新约运动的成果之一；1933年國民政府实行新税则，标志着中国基本实现了关税自主；
3. 废除领事裁判权与最惠国待遇。

但这一系列的活动并没有彻底废除所有的不平等条约。各资本主义国家也畏惧各国广大人民的力量，采用了秘密协定与偷换概念的方式，一方面废除一些已经没有多大用途的不平等协定，又采用新名词取代「最惠国」等具有强烈殖民色彩的权利。比如《中美新约》的美国国务院经济顾问就曾说：「1928年七月间的一个问题是如何想办法不使用中国所反对的『最惠国』字样而保持美国的权利。我们在国务院想到这个和以后的条约中使用『待遇不得有所差别』这一字句的方法。」，可见这些改定新约运动并没能真正触及不平等条约体系的核心。
不久，第二次世界大战全面爆发，由于中国与意、日为交战方，因此废除了在华的不平等条约。1943年1月11日，美国和英国分别与中華民國签署《中美新约》、《中英新约》，自愿放弃在中国的特权。治外法權廢除後，中國司法權才完全獨立，因此中華民國政府定1月11日為「司法節」。1945年8月14日中國被迫与苏联签订中苏友好同盟条约，导致外蒙古独立。到1947年時，中國與比利時、挪威、加拿大、瑞典、荷蘭、法國、瑞士、丹麥、葡萄牙九國的不平等条约已經陸續廢除。
- 淞沪停战协定（民国21年（1932年）5月5日，中国与日本，签约地点：上海）、
- 塘沽协定（民国22年（1933年）5月31日，中国与日本，签约地点：塘沽）、
- 秦土协定（民国24年（1935年）6月27日，中国与日本，签约地点：北平）、
- 中蘇友好同盟條約（民国34年（1945年）8月14日，中国与苏联，签约地点：莫斯科）、
- 中美友好通商航海条约（民国35年（1946年）12月2日，中国与美国，签约地点：南京）。

#### 后续事件
- 1917年，德国和奥匈帝国因第一次世界大战中成为中国的敌对国，而被废除不平等条约。
- 1917年苏维埃俄国自愿放弃其在中国的特权（事後未完全兑現，亦無退還条约中獲得的領土，且历届苏联、俄罗斯政府均否认这些条约是“不平等条约”，并且苏俄对华宣言明确写着就废除1896年条约、1901年北京条约、1907年至1916年与日本签定的一切协定進行談判，并不包括之前的条约）。1945年2月11日美、英、蘇聯簽定《雅爾達協定》，其中規定：「外蒙古（蒙古人民共和國）的現狀應予保持。」1945年8月14日，國民政府与苏联签订《中蘇友好同盟條約》，在苏联不支持中国国内共产党；尊重東北的主權、領土完整；不干涉新疆內部事務的前提下，1946年1月5日，中华民国国民政府承认外蒙古独立和蒙古人民共和國[參⁠ 23]。1950年苏联和中华人民共和国签署了《中苏友好同盟互助条约》而废除了《中蘇友好同盟條約》。1952年，管辖范围仅有台湾岛及周边地区的中華民國向聯合國控告蘇聯違反《中蘇友好同盟條約》中“不援助中共”等条件，聯合國大會2月1日以25票贊成，9票反對，24票棄權，通過聯合國大會505號決議譴責蘇聯，是為「控蘇案」。1953年2月20日美國總統艾森豪對國會正式否認雅爾達秘密協定的存在，中华民国政府2月23日宣布《中蘇友好同盟條約》失效，从而推翻对蒙古人民共和国的独立承认。2月25日，外交部正式宣告廢除《中蘇友好同盟條約》。1961年10月25日，联合国安理会以9票赞成，0票反对，1票（美国）弃权的表决结果，通过了聯合國安理會166號決議，建議聯合國大會接受蒙古國加入聯合國。中华民国未参加投票表决。10月27日，联合国大会通过第1630号决议案，接纳蒙古人民共和国加入联合国，中华民国未参加表决[參⁠ 24][參⁠ 25]。2012年5月21日，行政院大陸委員會發表新聞稿，表示「一、民國35年我國憲法制定公布時，蒙古（俗稱外蒙古）獨立已為我政府所承認，因此，當時蒙古已非我國憲法第4條所稱的『固有之疆域』。」「二、外交部雖於民國42年提經立法院決議廢止「中蘇友好同盟條約」，但並未完成憲法領土變更之程序。」「三、外交部在91年7月8日函示略以：‘蒙古已為主權獨立國家，且為聯合國會員國之一。國際法上國家之承認，原則上屬於『無條件與不可撤回的’，當時承認之相關要件迄今仍存在。」[參⁠ 26]中华人民共和国成立后，宣布继承中华民国的国际法地位[參⁠ 27]，在中华民国已经于1946年承认蒙古人民共和国的基础上发展对蒙外交[參⁠ 28]，1949年10月16日，中国总理兼外长周恩来复函蒙古总理兼外长乔巴山，两国建立大使级外交关系[參⁠ 28]。
- 中华民国曾保留对唐努乌梁海（今图瓦共和国）的声索。1948年5月，中華民国驻苏大使傅秉常照会苏联外交部，声明唐努乌梁海为中華民国领土，但蘇聯方面並未理會。中华人民共和国政府过去未正式對唐努乌梁海的归属问题表態，但在中苏交恶后曾一度与苏联争论其归属，据文革时期人民出版社出版的《各国概况》（人民出版社，书号17001.36，1972年3月出版）指出：“苏联在1944年吞并了我国领土唐努乌梁海，中国政府没有承认。”《辞海》等书籍亦作相同描述，至今仍未作出明確說明。2001年，中华人民共和国政府与俄罗斯联邦政府在《中俄睦邻友好合作条约》中指出两国“相互沒有領土要求”。中华民国政府则于2006年廢止蒙古盟部旗組織法，2013年說明由于“務實考量國際局勢與實際需求”，承认图瓦共和国为俄罗斯联邦主体之一。[參⁠ 29]而其外交部網站上的俄羅斯地圖也包含唐努烏梁海。[參⁠ 30]
- 1943年，美国和英国自愿放弃其在中国的特权。
- 意大利和日本因第二次世界大战中成为中国的敌对国失去他们的特殊地位。
- 1946年，法国放弃其在中国的特权。
- 第二次世界大战结束后，根据1945年8月14日签订的《中苏友好同盟条约》附件一《关于中国长春铁路之协定》，规定将中东铁路和南满铁路合并为长春铁路，由中苏双方成立机构共管，三十年期限后由中华民国收回主权。中华人民共和国成立后，根据1950年2月14日中苏双方签订的《中苏友好同盟互助条约》附件《关于中国长春铁路、旅顺口及大连协定》，苏方同意不迟于1952年将长春铁路全部财产移交给中国政府。1952年8月，中苏双方发表《中苏关于中国长春铁路移交给中华人民共和国政府的公告》。同年12月31日，中国收回了长春铁路的全部主权。
- 第二次世界大战结束后，苏联重新接管关东州（包括大连、旅顺、金州及附属岛屿）。根据1946年《中苏友好同盟条约》，苏联占领旅顺军港，在大连商港享有特权，有效期限三十年。直到1955年，赫鲁晓夫将关东州的主权移交给中华人民共和国。
- 中英兩國在1980年代開始就香港前途問題談判，中華人民共和國國務院總理趙紫陽與英國首相戴卓爾夫人作為兩國代表在1984年簽訂《中英聯合聲明》，1997年7月1日香港主權由英國移交至中華人民共和國。
- 1987年中華人民共和國國務院總理趙紫陽與葡萄牙總理施華高代表中葡兩國簽署《中葡聯合聲明》，葡萄牙根据声明於1999年12月20日移交澳門政權予中華人民共和國。[參⁠ 31][參⁠ 32][參⁠ 33]。
- 时任中共中央总书记江泽民分别于1991年、1994年访俄，先后分别与時任蘇聯共產黨總書記兼蘇聯總統戈爾巴喬夫和时任俄罗斯总统叶利钦签署了《中蘇國界東段協定》、《中俄国家西段协定》；1999年叶访北京时两人又签署了《关于中俄国界线东西两段的叙述议定书》，议定书构成了以后中俄边界的法律文件。2001年7月江泽民再次访莫斯科，与俄罗斯总统普京签定《中俄睦邻友好条约》，以条约形式肯定国界线[參⁠ 34]。

### 日本
- 美日親善條約（神奈川條約）1854年、美國、
- 日俄和親通好條約（下田條約）1855年、俄國、
- 蘭日修好通商條約1858年、荷蘭、
- 英日修好通商條約1858年、英國、
- 法日修好通商條約1858年、法國、
- 美日修好通商條約1858年、美國、
- 俄日修好通商條約1858年、俄國。

### 琉球
- 琉兰修好条约1859年琉球，荷兰、
- 琉法修好条约1855年琉球，法国、
- 琉美修好条约1854年琉球，美国。

### 朝鲜/韩国
- 韩日合并条约1910年韩国，日本、
- 第三次韩日协约（丁未七條約）1907年韩国，日本、
- 第二次韩日协约（乙巳条约）1905年韩国，日本、
- 第一次韩日协约（日韩新协约）1904年韩国，日本、
- 韩日议定书1904年韩国，日本、
- 仁川华商租界章程1884年朝鲜，中国、
- 济物浦条约1882年朝鲜，日本、
- 朝美修好条约1882年朝鲜，美国、
- 中朝商民水陸貿易章程1882年朝鲜，中国、
- 江华条约（日朝修好條規）1876年，朝鲜，日本。

### 越南
- 第二次順化條約1884年越南，法国、
- 第一次順化條約1883年越南，法国、
- 第二次西貢條約1874年越南，法国、
- 西貢條約1862年越南，法国，西班牙、
- 法越凡爾賽條約1787年越南，法国。

### 柬埔寨
- 第二次柬法条约1884年柬埔寨，法国、
- 第一次柬法条约1864年柬埔寨，法国、

### 缅甸
- 杨达波条约1826年缅甸，英国。

### 泰国/暹罗
- 暹法条约1893年暹罗，法国。

### 尼泊尔
- 尼泊爾印度友好條約尼泊爾，印度、
- 薩高利條約1815年尼泊爾，英國。

### 土耳其
奥斯曼帝国在第一次世界大战戰敗後，先後簽署的穆德洛斯停戰協定和色佛尔条约都被認為是不平等條約。惟由於土耳其獨立戰爭的關係，該兩條條約最終沒有被執行，由洛桑条约取代。

### 埃及
- 英埃条约1936年埃及，英国。

### 其他
- 普拉特修正案1901年，古巴、美国、
- 特里亚农条约1920年，匈牙利、协约国、
- 帝汶缺口條約1989年，澳洲、印尼[註 1]。

## 註解
1. ↑  由於當時條約適用區域中的東帝汶由印尼強佔，且其佔領未受普遍承認，縱使當地人無份簽訂，但事實上仍為強加於當地的不平等條約[4]。

### 引用
1. 1 2  希白：《上海领事裁判及会审制度》，《新民丛报》（日本横滨），第4年第1号（原73号），光绪三十二年一月一日，第32页；饮冰：《中日改约问题与最惠国条款》，《新民丛报》（日本横滨），第4年第13号（原85号），光绪三十二年七月一日，第36页。轉引自唐启华. . 社会科学文献出版社. 2010: 4-5.
2. ↑  《张謇等（国民外交协会）呈陈拟关于外交事项办法意见书》，附于《外委會復張樹元等條陳請電陸專使事》（1919年4月25日），中央研究院近代史研究所档案馆藏外交档案：03-37-008-02-016。轉引自唐启华. . 社会科学文献出版社. 2010: 4-5.
3. ↑  《外交部致代表团电》（1921年11月11日），中国社会科学院近代史研究所近代史资料编辑室编《秘笈录存》，中国社会科学出版社，1984，第388页。轉引自唐启华. . 社会科学文献出版社. 2010: 4-5.
4. ↑  . 向导. 1924-11-29, 92  [2022-07-23]. （原始内容存档于2022-07-23） –中文马克思主义文库.
5. ↑  Dong Wang. . Lexington Books. 2005年: 2. ISBN 978-0-7391-1208-3.（英文）
6. 1 2 3  丘宏達. . 臺北: 臺灣商務印書館. 2004年11月. ISBN 957-05-1921-5 （中文（臺灣））.
7. ↑  龔志偉. . 《史林》 (清史所). 2011年, (第3期)  [2014-11-10]. （原始内容存档于2014-11-10）.
8. ↑  .   [2017-03-28]. （原始内容存档于2016-05-08）.
9. ↑  .   [2015-08-31]. （原始内容存档于2015-10-01）.
10. ↑  .   [2015-08-31]. （原始内容存档于2016-03-04）.
11. ↑  Opium use has fallen in the past century—except in America （页面存档备份，存于）（包括一張世界各國鴉片吸食率比較圖）
12. ↑  . 中時電子報.   [2015-08-31]. （原始内容存档于2015-10-01）.
13. ↑  . 人民网.   [2013年9月13日]. （原始内容存档于2020年5月6日）.
14. ↑  嚴家祺. . 《二十一世紀》. 2005年2月28日, (總第35期)  [2013年9月13日]. （原始内容存档于2008年10月17日）.
15. ↑  Alfred D. Low. . Fairleigh Dickinson University Press. 1976: 281. ISBN 978-0-8386-1479-2.（英文）
16. ↑  James T. Myers; Jürgen Domes; Erik von Groeling. . University of South Carolina Press. 1989-01-01: 49. ISBN 978-0-87249-601-9.（英文）
17. ↑  . 國立故宮博物院.   [2013-09-13]. （原始内容存档于2015-09-08）.
18. ↑  信力建. . 縱覽中國.   [2013-09-13]. （原始内容存档于2021-07-04）.
19. ↑  王淇. . 《中共党史研究》. 1989年, (第4期)  [2014-08-05]. （原始内容存档于2014-08-11）.
20. ↑  . The American Journal of International Law (American Society of International Law). Apr  1943, 37 (2): 65–71  [2014-08-05]. （原始内容存档于2016-03-25）.（英文）
21. ↑  . . 1943-01-11  [2014-08-05]. （原始内容存档于2015-05-07）.（英文）
22. ↑  . 中華民國司法院.   [2013-09-13]. （原始内容存档于2014-08-09）.
23. ↑  国民政府发表公告承认外蒙独立，中央日报（上海版），第2版
24. ↑  . 联合国官网.   [2019-10-03]. （原始内容存档于2019-07-04）.
25. ↑  . undocs.org.   [2020-03-01]. （原始内容存档于2019-10-03）.
26. ↑  行政院大陸委員會：有關外蒙古是否為中華民國領土問題說明新聞參考資料 （页面存档备份，存于）
27. ↑  . 联合早报.
28. 1 2  马保奉：新中国建交内情（五）（礼仪漫谈）——与朝、蒙、越建交 （页面存档备份，存于）. 人民日报海外版
29. ↑  外交部回函：
30. ↑  .   [2020-03-10]. （原始内容存档于2013-06-22）.
31. ↑  . 印務局.   [2015-02-21]. （原始内容存档于2022-01-08）.
32. ↑  《世界文化與自然遺產》，藍天出版社，2007年4月。ISBN 978-7-80158-937-8
33. ↑  . BBC Chinese. 1999-12-19  [2020-03-10]. （原始内容存档于2021-08-17）.
34. ↑   (PDF). 香港中文大學. （原始内容 (PDF)存档于2022-05-17）.
35. ↑   參: